# Pediocactus peeblesianus
Pediocactus peeblesianus är en kaktusväxtart som först beskrevs av Léon Camille Marius Croizat, och fick sitt nu gällande namn av L.D.Benson. Pediocactus peeblesianus ingår i släktet Pediocactus och familjen kaktusväxter.

## Underarter
Arten delas in i följande underarter:
- P. p. fickeiseniorum
- P. p. peeblesianus
- P. p. maianus

## Bildgalleri

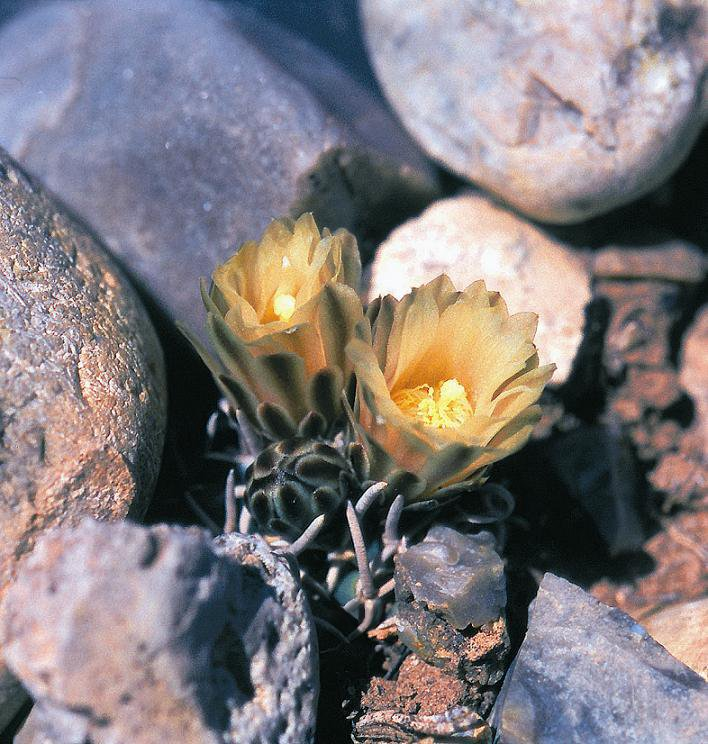
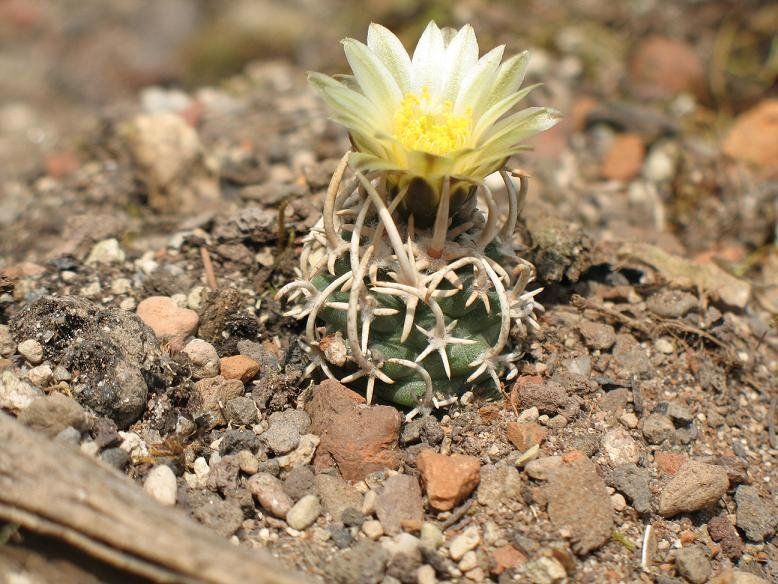
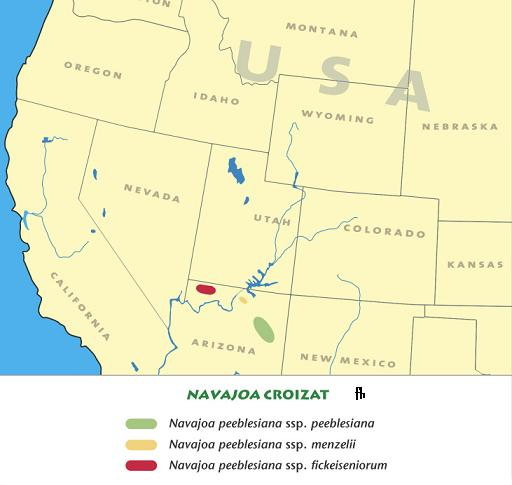
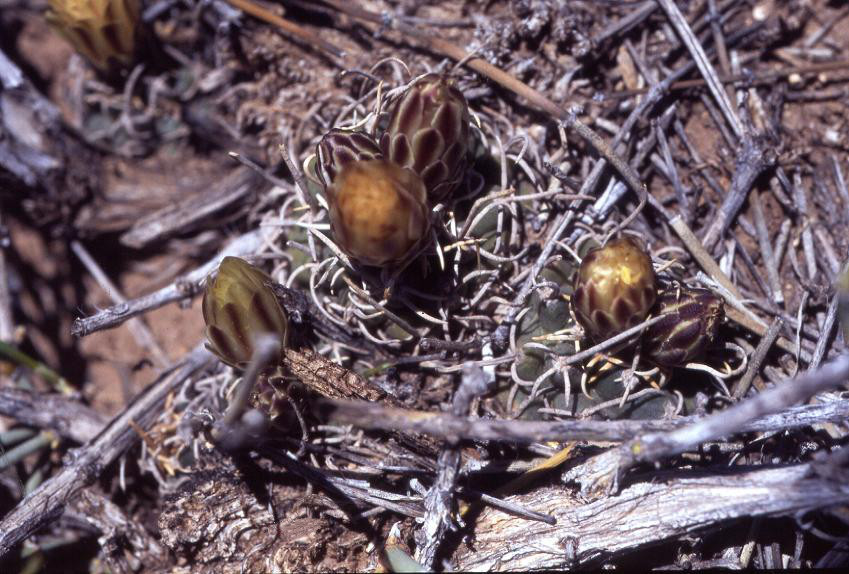
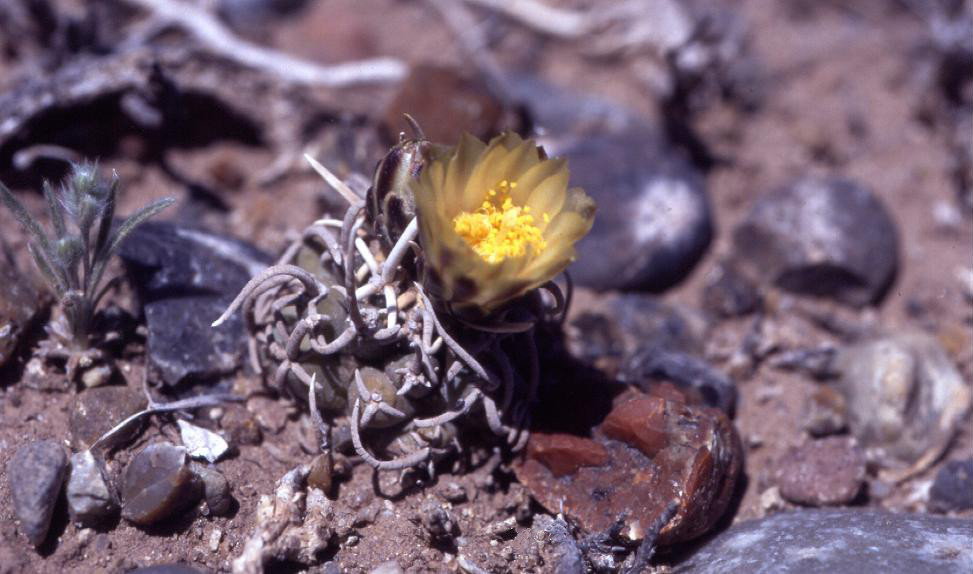
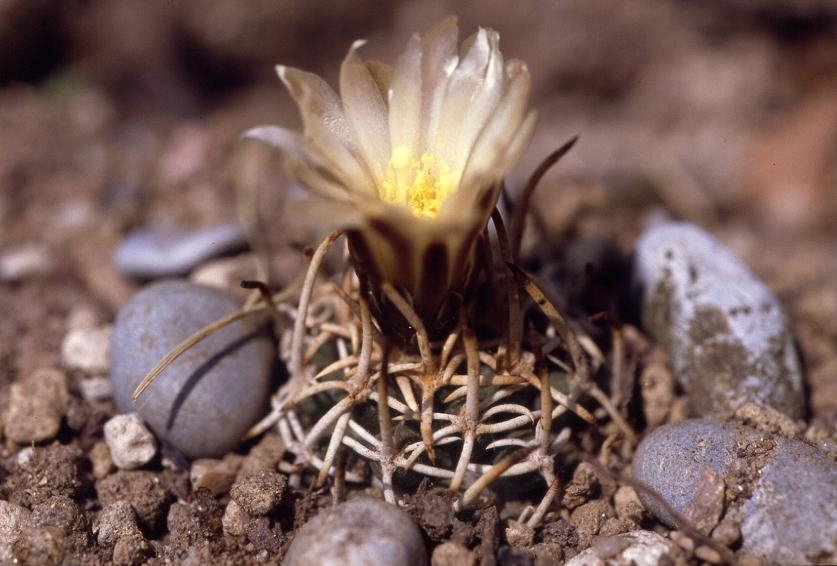